# Heller (modélisme)

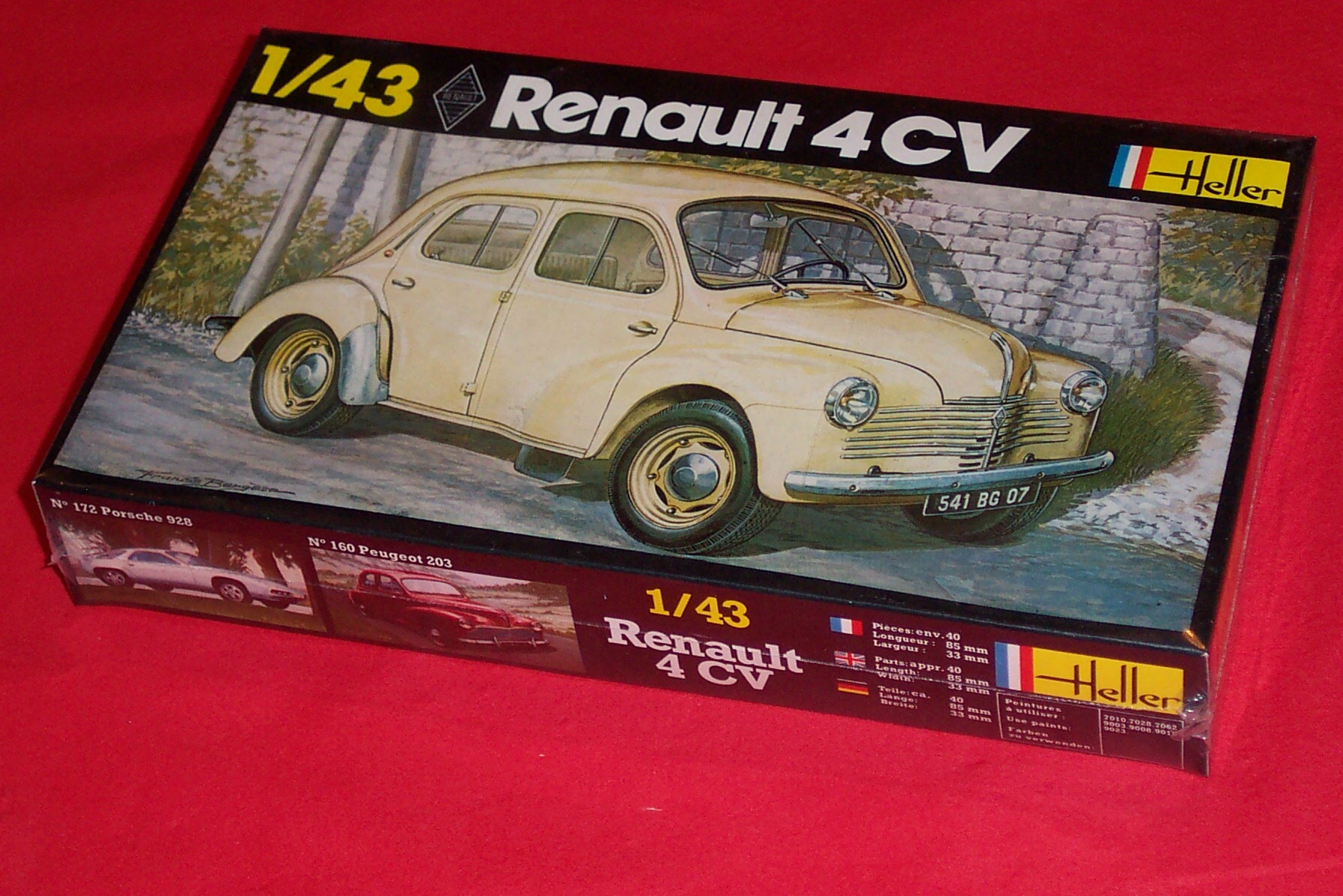
Boîte d'un kit de voiture en modèle réduit Heller.

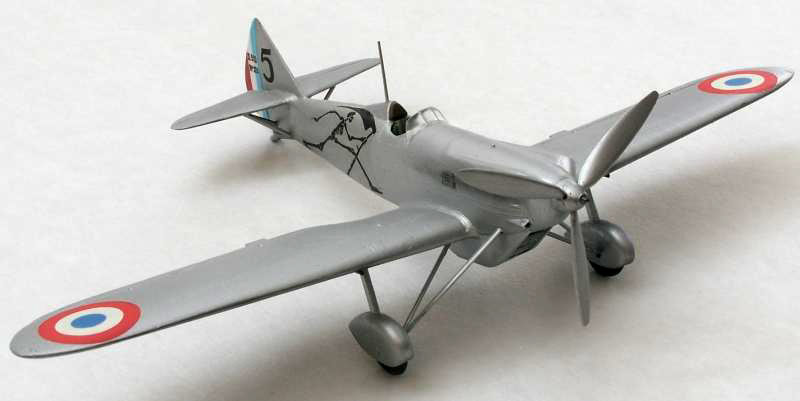
Modèle réduit construit Heller.

Heller est une marque française de maquettes en plastique principalement aux échelles 1/400e, 1/125e, 1/72e et 1/35e et de figurines à l'échelle 1/72e. Fondée en 1957 par Léo Jahiel à Paris, elle est installée à Trun (en Normandie) depuis 1963.

## Historique
Face au succès rencontré par les précurseurs comme Airfix dans les années 1950, Heller est la première marque française à se placer en concurrente dans la production des modèles à monter en polystyrène.
Son premier modèle, la Caravelle au 1/100e (59 pièces) est disponible à Noël 1957 et rencontre un grand succès : près de 400 000 exemplaires seront vendus dans les années suivantes. Ses dimensions et sa présentation, et la finition marquent la volonté du haut de gamme face à la concurrence.
Le modèle suivant est le Fouga Magister au 1/40e (55 pièces) en octobre 1958 puis le SO.9000 Trident au 1/50e (27 pièces). En 1959, l'Étendard IV Marine au 1/50e (57 pièces) est une réelle innovation car il possède un grand nombre de pièces mobiles : crosse d'appontage, train et ailes pliables. Les nouveautés se multiplient très rapidement avec parfois des échelles un peu éclectiques qui dépendent surtout de l'adéquation entre la dimension des presses et celles des pièces à mouler.
La collection se diversifie rapidement avec des modèles de bateaux, le premier étant le pétrolier Lavera, et de voitures. En 1974, ce sont plus de 250 modèles différents qui sont disponibles telle que la série Cadet de 20 à 30 pièces qui est simple à monter jusqu'au navire historique Soleil Royal de près de 2 300 pièces. La marque est au mieux de son succès.
D'un point de vue économique 1974 voit la création du groupe « Le Jouet Français » par Sofinex (filiale du Crédit lyonnais) regroupant les marques Jouef, Solido et Heller.
En 1977, soit trois ans après le Soleil Royal, Heller renoue avec le succès en proposant la légendaire Citroën Traction 15/6 à l'échelle du 1/8e. Certes le montage n'est pas à la portée d'un débutant car l'énorme boîte regorge de plus de 1 000 pièces, mais aussi avec ses soixante centimètres de long et tous ses détails finement reproduits, elle reste à ce jour une pièce exceptionnelle. Pour son élaboration Heller n'avait pas fait les choses à moitié, 6 000 heures de travail en bureau d'étude pour les plans, 40 personnes affectées à la fabrication des moules pendant plus de 18 mois et acheté deux voitures grandeur nature.
En 1980 « Le Jouet Français » est mis en liquidation et ses différentes composantes rachetées par des groupes divers, Borden dans le cas de Heller,.
En 1999, Heller rachète l'entreprise alsacienne Joustra (contraction de Jouets de Strasbourg), fabricant de jouets plastique et créatifs comme le Télécran.
En 2005, Heller réédite le modèle Caravelle d'origine.
En 2006, l'entreprise est mise en règlement judiciaire. Dans cette situation, la société MANOP (Manufacture d’objet précieux) rachète Heller le 15 janvier 2007. Cette reprise se solde par le licenciement de 33 des 71 salariés, soit plus de 45 % des effectifs.
Le 21 mars 2016 Heller-Joustra, de nouveau en difficulté après une embellie au début des années 2010, est placée en redressement judiciaire le 5 février 2016, converti en liquidation judiciaire le 7 mars 2016 et les actifs sont repris à la barre du tribunal le 14 mars 2016 par Maped, groupe français initialement spécialisé dans les fournitures scolaires mais en cours de diversification depuis 2014. La nouvelle société prend le nom de Maped Heller Joustra, mais la rentabilité n'est pas au rendez-vous.
En 2019 Heller est cédée à l'Allemand Glow2B, distributeur Heller et Joustra en Allemagne.

## Dates clefs
- 1957 : Léo Jahiel fonde Heller à Paris
- 1958 : lancement de la première maquette : la Caravelle au 1/100e
- 1963 : intégration de la fabrication et du développement produit en Normandie à Trun (Orne)
- 1975 : regroupement de Heller, Jouef, Solido et Delacoste dans une structure nommée « Le Jouet Français »
- 1977 : Humbrol, société britannique, fabrique de la peinture pour Heller
- 1980 : éclatement du « Jouet Français »
- 1981 : Heller et Humbrol deviennent sociétés sœurs au sein du groupe « Hobby Products Group » (HPG), filiale du groupe américain Borden, géant de l’alimentaire
- 1986 : HPG rachète la marque concurrente de maquettes Airfix
- 1988 : fermeture du siège parisien de Heller et regroupement de toutes les activités à Trun
- 1993 : lancement du concept de « Kit », les maquettes sont vendues en grande distribution sous blister avec les accessoires (peinture, colle, pinceaux) face à la gamme « Classique » commercialisée dans le réseau de détaillants spécialisés
- 1994 : la société irlandaise « Allen & McGuire », gestionnaire de fonds de pension d’origine américains, organise le rachat de HPG à Borden et porte le capital de Heller S.A. à 31 millions de francs
- 1995 : la marque Heller est commercialisée dans 56 pays
- 1996 : la gamme « KIT » représente 60 % des ventes
- 1997 : création de « Heller Kit GmbH », filiale de distribution à Francfort en Allemagne, qui intègre un studio graphique à Trun.
- 1999 : Heller S.A. rachète Joustra au groupe Thirion, reprend le site industriel de Joustra à Illkirch (67)
- 2003 : le jouet « Supergraf » de Joustra est élu Jouet de l'année.
- 2005 : le jouet « Ma Fabrique de Gommettes » de Joustra est élu jouet de l'année et l'entreprise fait l'objet d'un rachat de type MBO.
- 2006 : en juillet, l'entreprise est mise en redressement judiciaire et en novembre Hornby PLC rachète les activités Airfix.
- 2006 : sortie des versions et dérivés de l'A380
- 2007 : fin janvier, Heller est cédé à la société MANOP (Manufacture d'Objet Précieux) dont le dirigeant est M. Leneman Benjamin.
- 2011 : Heller sort le VBCI au 1/35e.
- 2016 : Rachat par Maped.
- 2019 : Glow2B, jusqu'alors distributeur Heller et Joustra en Allemagne, reprend Heller et prévoit de poursuivre les activités en France et en Allemagne. L'usine Heller est reprise par Viplast, spécialiste de l'injection plastique de précision, qui continuera la fabrication des maquettes Heller pour Glow2B[14].
- 2021 : création de la Renault Estafette au 1/24e. Elle est élue maquette de l'année par le forum Heller-ForEver.

## Quelques modèles célèbres de Heller

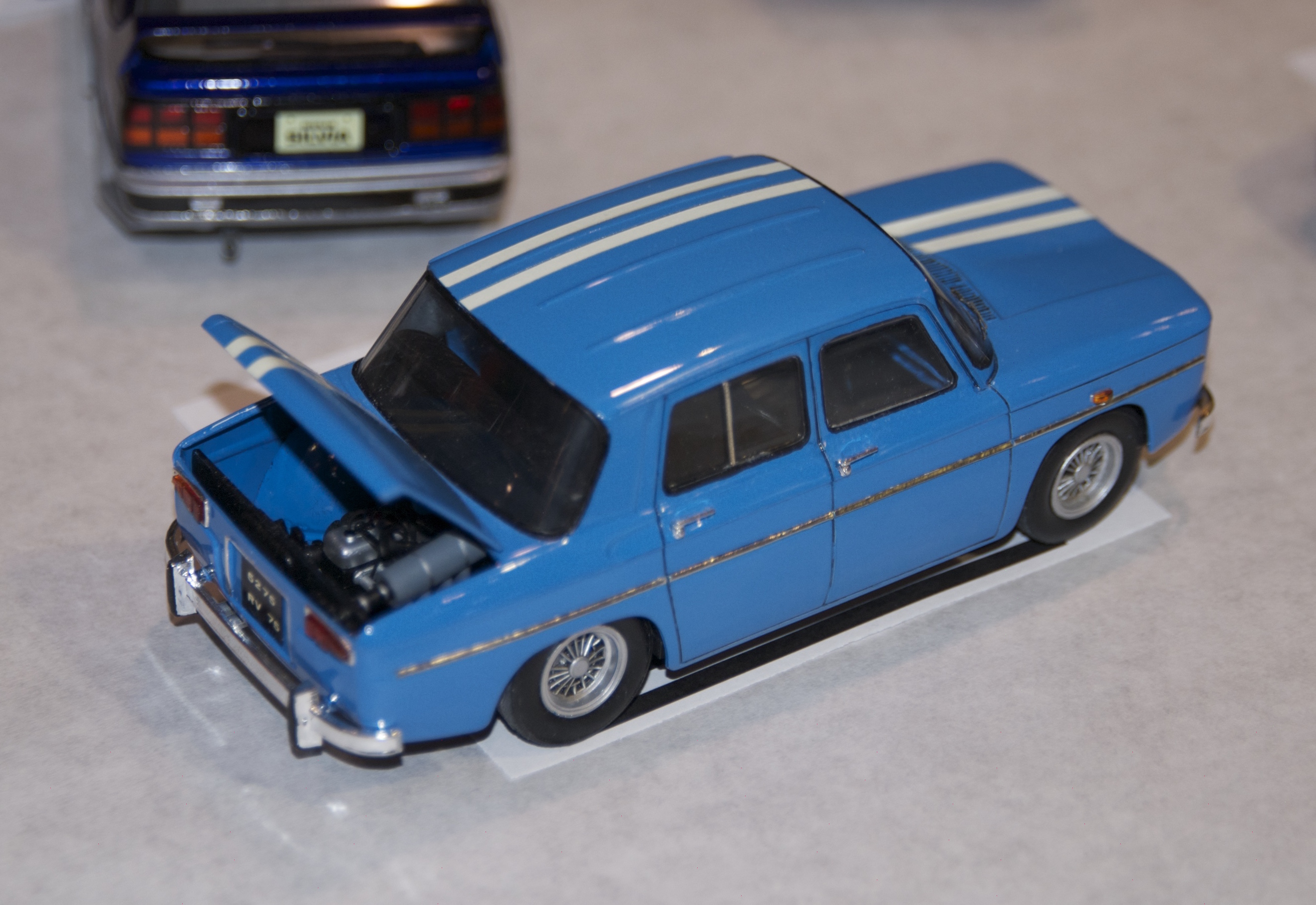
Maquette montée d'une Renault 8 Gordini au 1/24.

- Caravelle de Sud-Aviation (avion),
- SO.9000 Trident (avion),
- Breguet Alizé (avion),
- Mirage IIIC (avion),
- Mirage IV (avion),
- Missile Parca,
- Renault 8 Gordini (auto),
- Alpine berlinette rallye Monte Carlo 1973 (auto),
- Matra formule II (auto),
- Citroën Traction 15/6 (auto),
- Clemenceau (porte-avions français),
- Surcouf (sous-marin des FNFL),
- Santa Maria (caraque, bateau amiral de Christophe Colomb),
- Soleil Royal (vaisseau de ligne de la marine de Louis XIV). Avec plus de 2 300 pièces, cette maquette est probablement la plus prestigieuse (et la plus compliquée à réaliser) de la marque Heller,
- Honda 750 (moto),
- Kawasaki 750 (moto),
- Kawasaki 500 (moto),
- AMX-13 (char d'assaut),
- AMX-30 (char d'assaut),
- Autobus Renault TN6C-2 (autobus parisien à plate-forme),
- Citroën Type H (camionnette),
- Ferguson « Petit-Gris » (tracteur agricole),
- Renault Estafette gendarmerie et tôlée (auto).